# شهرستان لینوو
شهرستان لینوو (به لاتین: Linwu County) یک منطقهٔ مسکونی در چین است که در چنژو واقع شده‌است.